# Pavel Jumanca
Pavel Jumanca (n. S.V. 3 noiembrie 1886, Caransebeș – d. 1 aprilie 1975, Caransebeș) a fost un pedagog român, organizator al învățământului în Banat, și om politic în perioada interbelică.

## Biografie
Pavel Jumanca s-a născut în 1886 în familia lui Ioan și Ilenei Jumanca din Caransebeș. A urmat primii ani de școală la școala românească și cea ungurească din Caransebeș după care a fost elev al Institutului Pedagogic Diecezan din Caransebeș unde l-a avut profesor pe Enea Hodoș. După terminarea studiile pedagogice, în 1907, a fost, pentru doar trei luni, învățător la Școala Confesională Ortodoxă din Maciova. Sinodul Parohial Ortodox Român din Caransebeș îl numește învățător la Școala Primară Confesională Ortodoxă din Caransebeș, post în care va rămâne până la începerea Primului Război Mondial când a fost înrolat în Batalionul 8 de rezervă al unui regiment de honvezi, batalion cantonat la Orșova.

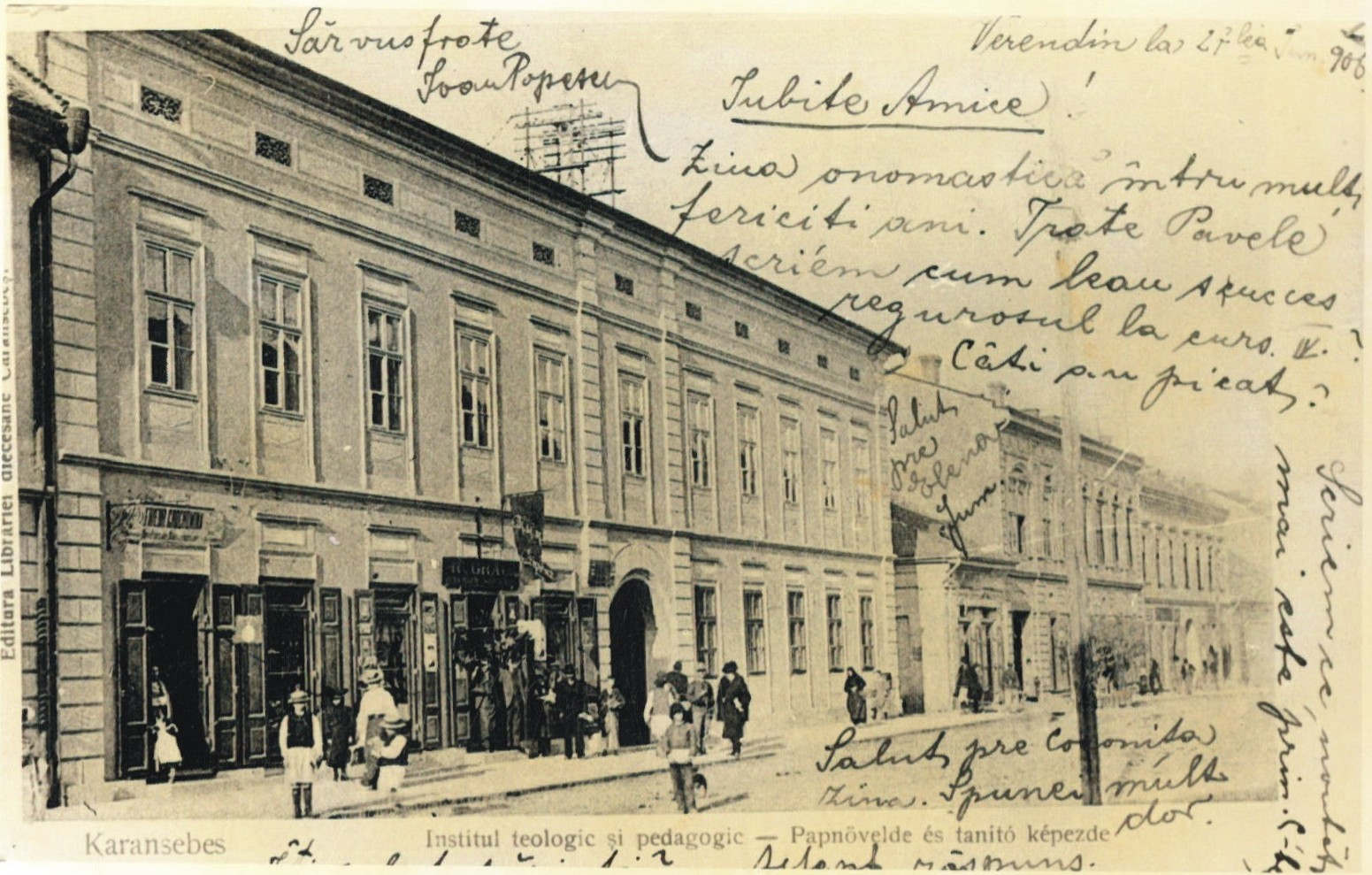
Clădirea Intitutului pedagogic-teologic din Caransebeș la care a învățat Pavel Jumanca.

Pe 17 octombrie 1915 dezertează trecând Carpații în România și, pentru două luni, este învățător la Coșovăț. Pleacă spre București sperând să obțină un nou post de învățător în județul Ialomița însă este nevoit să lucreze într-o pulberărie a armatei la Lăculețe, în apropiere de Târgoviște. După ruperea frontului, pe timpul iernii, pulberăria în care lucra se retrage în Moldova, o periadă de timp funcționând la Dângeni, Botoșani.
După terminarea războiului se reîntoarce la Caransebeș unde este numit învățător la Școala Primară Urbană de Stat din Caransebeș, școală în care activează până în 1923. Între 1923-1926 este subrevizor școlar de control în cadrul Preturii Plasei Caransebeș, post din care demisionează în 1926 ca urmare a alegerii ca deputat de Severin în parlament (1926-1927).
Între anii 1933-1937 activează ca revizor școlar iar din 1938 până la pensionare, în 1943, este inspector școlar general pentru învățământul primar din cadrul Inspectoratului Regiunii I Școlare Timișoara.
Pavel Jumanca s-a stins în 1975 și a fost îngropat la Biserica "Sf. Ioan Botezătorul" din Caransebeș alături de alte personalități între care și generalul Traian Doda.

## Activitatea extrașcolară
Încă de la numirea ca învățător la Școala Primară Confesională Ortodoxă din Caransebeș, Pavel Jumanca s-a remarcat prin organizarea de multiple activități extrașcolare pentru elevi și familiile acestora: înființarea unui curs seral de alfabetizare (1909), organizarea unei cantine școlare și a unei tovărășii pentru asigurarea vitelor (1910), înființarea unei secții ASTRA, cu local propriu, bibliotecă și ziare, conducerea cantoratul bisericii ortodoxe din Caransebeș (1909-1914).
A fost un organizator al publicațiilor pedagogice și profesionale ale învățătorilor din Banat întemeind și scriind pentru revista Școala Bănățeană, organ oficial al Asociației Învățătorilor din județul Caraș Severin (1922-1924) și apoi al Asociației Învățătorilor Bănățeni (1924-1930), și pentru revista Învățătorul Bănățean, organ oficial al Asociației Învățătorilor din județul Severin (1937-1938). A redactat și publicat, în colaborarea,  Almanahul învățătorilor pe anul 1930 și numeroase manuale școlare.

#### Cărți publicate
- Pavel Jumanca, Organizații și instituții învățătorești, Imprimeria Editurii Vrerea, Tipografia Victoria, Timișoara, 1944
- Pavel Jumanca, Amintiri - Anii tinereții, Cuvânt înainte de Nicolae Bocșan. Studiu introductiv, transcriere, note și îngrijire de Laurențiu Ovidiu Roșu, Seria Bibliotheca Banatica, David Press Print, Timișoara, 2012.

## In memoriam
O stradă din Timișoara a fost numită Strada Pavel Jumanca.